# Cypricercinae
Sous-famille
Les Cypricercinae sont une sous-famille de crustacés de la classe des ostracodes, de la sous-classe des Podocopa, de l'ordre des Podocopida, du sous-ordre des Cypridocopina et de la famille des Cyprididae.

## Liste des tribus
Bradleystrandesiini - Cypricercini - Nealecypridini